# Microregione di Guarabira
Guarabira è una microregione dello Stato di Paraíba in Brasile, appartenente alla mesoregione di Agreste Paraibano.

## Comuni
Comprende 14 comuni:
- Alagoinha
- Araçagi
- Belém
- Caiçara
- Cuitegi
- Duas Estradas
- Guarabira
- Lagoa de Dentro
- Logradouro
- Mulungu
- Pilõezinhos
- Pirpirituba
- Serra da Raiz
- Sertãozinho